# Bagad Raoul II
Le Bagad Raoul II est une formation orchestrale de musique bretonne créé en 1954 à Fougères. Il fête en 2014 ses 60 ans d'activités.

## Historique
Le Bagad Raoul II est créé en 1954 par Alain Hamelin, Louis Battais, André Cantin et Joseph Pennec au sein de la jeune Kevrenn Fougères. La naissance des bagadoù à la fin des années 1940 et leur relative rareté par rapport à aujourd'hui amène le groupe fougerais à rapidement voyager. En 1956, le bagad participe notamment au Festival de folklore international de Lyon.
Les voyages européens se poursuivent dans les années qui suivent, notamment en Tchécoslovaquie avec le cercle celtique de Rennes, à Berlin, à Bad Münstereifel, à Haigerloch et à Munich. Dans le cadre des Européades le bagad de déplace aussi en Belgique, au Portugal, au Danemark et en Espagne.
Dans les années 1960, le Bagad Raoul II participe au championnat national des bagadoù, qui avait alors lieu au Festival des cornemuses à Brest et accède à la seconde catégorie.
Le bagad dispose d'un local dans l'ancien couvent des Urbanistes et ce presque depuis les débuts du groupe.

## Formation
Le bagad est dirigé par Paul Tesnière et Clément Gallet.
Il est composé de 3 pupitres :
- Pupitre cornemuse : responsable (Penn Biniaouer) Rémy Pigeon
- Pupitre bombarde : responsable (Penn Tababarder) Sébastien Lubin
- Pupitre batterie : responsable (Penn Tambourliner) Eric Le Cordier